# Стайку, Паул
Паул Стайку (рум. Paul Staicu, фр. Paul Staïcu; род. 7 июля 1937, Бухарест) — румынско-французский дирижёр и валторнист, музыкальный педагог.
Окончил Академию музыкального искусства в Праге (1961) как валторнист. В 1961—1969 гг. валторнист-солист Бухарестского филармонического оркестра. Записал сонату для валторны и фортепиано Людвига ван Бетховена, квинтет для валторны и струнных Вольфганга Амадея Моцарта, а также три концерта Моцарта для валторны с оркестром (выступив в этом случае одновременно как солист и дирижёр). В 1969—1989 гг. профессор валторны в Бухарестской академии музыки.
Как дирижёр учился в Венской академии музыки у Ханса Сваровски. Дебютировал за пультом в 1963 году с Бухарестским филармоническим оркестром и Национальным оркестром Радио Румынии. С 1966 года руководил различными камерными оркестрами в Бухаресте. В 1979—1989 гг. возглавлял Черноморский филармонический оркестр, в 1983 году во главе этого коллектива провёл гастроли в США — первые в истории выступления румынского оркестра в этой стране.
С 1989 г. живёт и работает во Франции. Преподавал в консерватории в Монбельяре, в 1992 г. основал и возглавил камерный Оркестр Монбельяра (фр. Orchestre de Montbéliard), с которым работал до 2010 года, когда ушёл на пенсию (а коллектив объединился с Безансонским оркестром в Оркестр Франш-Конте имени Виктора Гюго).